# Слушай публиката
„Слушай публиката“ (на английски: Just Roll with It) е американски семеен комедиен сериал по идея на Адам Смол и Тревър Мур, който се излъчва по Disney Channel на 14 юни 2019 г. до 14 май 2021 г. В сериала участват Реймън Рийд, Кейлин Хеймън, Сузи Барет, Тоби Уиндъм и Джей Си Кърейс.

## Актьорски състав
- Реймън Рийд – Оуен Блат[1]
- Кейлин Хейман – Блеър Бенет[1]
- Сузи Барет – Рейчъл Бенет-Блат[1]
- Тоби Уиндъм – Байрън Блат[1]
- Джей Си Кърейс – Гейтър
- Лила Браун – Диджей Бела Би
- Майкъл Ланахан – г-н Пенуърт, учител на Оуен и Блеър
- Кендис Козак – Рут, най-добрата приятелка на Блеър
- Джон Раценбергер – Джордж Бенет, бащата на Рейчъл и дядо на Блеър

### Гост-звезди
- Джон Майкъл Хигинс – Калиб Барнсуалоу[2][3]
- Рейвън-Симон – Бетси Хаг[4]
- Миранда Мей – г-жа Полапамус[4]
- Джейсън Ърлс – Скийтър Суиндел

## В България
В България сериалът започва излъчване през 2020 г. по Дисни Ченъл с нахсинхронен дублаж на български език, записан в „Доли Медия Студио“.
| Роля          | Изпълнител                     |
| ------------- | ------------------------------ |
| Блеър         | Далия Георгиева                |
| Рейчъл        | Златина Тасева                 |
| Байрън        | Петър Бонев                    |
| Други гласове | Тодор Георгиев Явор Караиванов |